# Vincaalkaloide

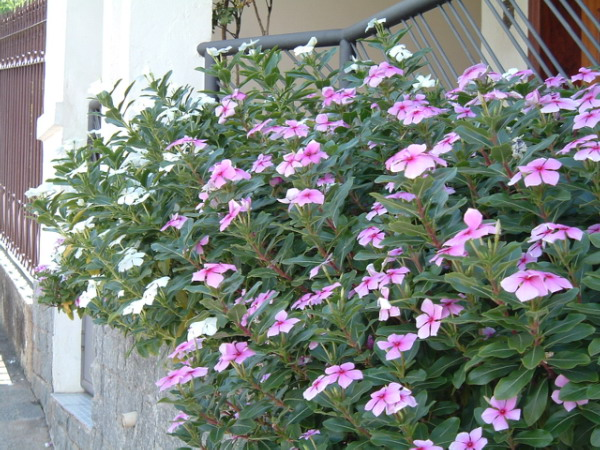
Rosafarbene Catharanthe (Catharanthus roseus)

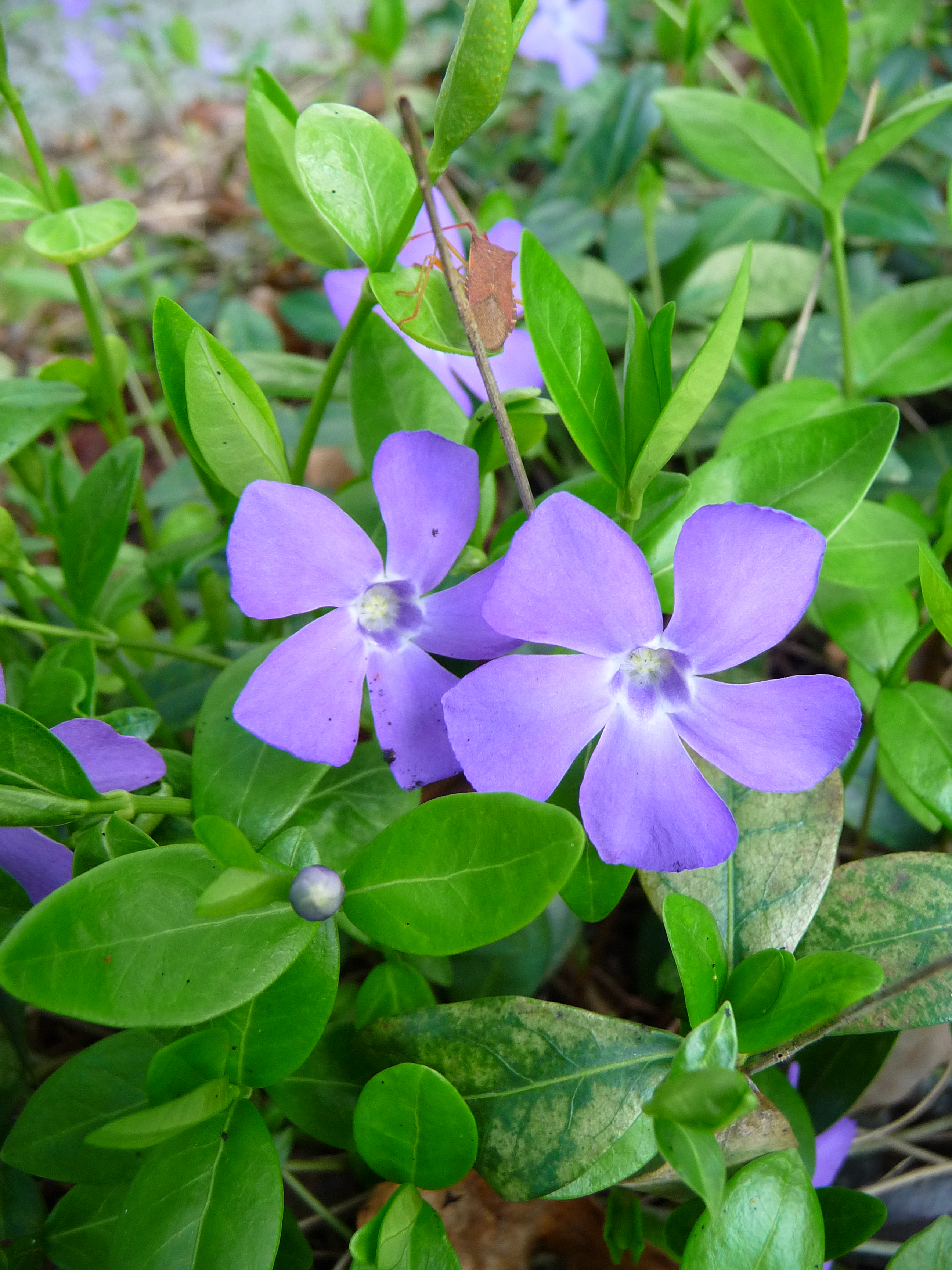
Kleines Immergrün (Vinca minor)

Vincaalkaloide sind Pflanzeninhaltsstoffe aus der Gruppe der Alkaloide, die im Wesentlichen in zwei eng verwandten Gattungen der Hundsgiftgewächse vorkommen: 
- Die der Gattung Catharanthus zugehörige Rosafarbene Catharanthe (Catharanthus roseus, Synonym Vinca rosea) enthält als genuine Alkaloide hauptsächlich Vindolin, daneben ferner Vinblastin und Vincristin. Vinblastin selbst ist auch Ausgangssubstanz der teilsynthetischen Abkömmlinge  Vindesin und Vinorelbin. Außer dem pharmakologisch inaktiven Vindolin  werden alle als Arzneistoff in der Chemotherapie von Krebserkrankungen verwendet. Ihr Wirkprinzip ist die Störung der Zellteilung als Aneugen.
- Die Gattung Vinca umfasst verschiedene Immergrün-Arten, die als  Alkaloid hauptsächlich das Vincamin liefern. Die pharmazeutische Stammpflanze ist das Kleine Immergrün (Vinca minor), das als  Droge nicht mehr arzneilich verwendet wird. Zusätzlich existieren aus Vincamin teilsynthetisch hergestellte Derivate wie Vinpocetin, Brovincamin, Vinconat, Vinburnin und Vindeburnol. Vincamin und seine Derivate fördern die periphere Durchblutung, z. B. im Gehirn sowie am Auge und Innenohr. Vinpocetin soll den Hirnstoffwechsel verbessern.

Bei den genannten genuinen Substanzen handelt es sich chemisch um Monoterpen-Indolalkaloide, allen gemeinsam ist im Monoterpenteil eine Verzweigung vom Aspidosperma-Typ. Als heteromere Bisindolalkaloide enthalten Vinblastin und Vincristin zusätzlich eine Monoterpenstruktur vom Iboga-Typ.